# Trunken zerebral
trunken zerebral ist ein experimentelles Hörspiel von Heiner Grenzland.

Das Werk wurde im Jahr 2001 im Auftrag der Redaktionsgemeinschaft der Hörfunksender Sender Freies Berlin (SFB), Ostdeutscher Rundfunk Brandenburg (ODR), Radio Bremen (RB) und Österreichischer Rundfunk (ORF) produziert. Die Ursendung fand im Rahmen der Internationalen Digitalen Radiokunst (IDR) am 21.12.2001 um 22:00 Uhr im SFB Berlin statt.
Die österreichische Erstausstrahlung war am 21.07.2002 im Programm ÖR1 Kunstradio des ORF. Weitere Ausstrahlungen erfolgten im Jahr 2002 beim Ostdeutschen Rundfunk Brandenburg (27.02.2002, 23:00 Uhr) und bei Radio Bremen (23.08.2002, 22:05 Uhr) sowie Radio Corax (27.05.2011 und 01.05.2012) u. a.

## Produktionsteam
| Regie:                    | Heiner Grenzland            |
| Regieassistenz:           | Alexander Gröschner         |
| Produktionsassistenz:     | Juliane Plodek              |
| Casting / Produktion:     | Jutta Schnirch              |
| Ton & Technik:            | Peter Avar, Kathrin Witt    |
| Postproduction:           | Christof Stickel            |
| Federführende Redakteure: | Manfred Mixner, Holger Rink |

## Inhalt / Handlung
Trunken zerebral verwendet Texte und Szenen aus den Novellen Gehirne von Gottfried Benn. Hinzu kommen Texte von Heiner Grenzland und Zitate von Niels Bohr zur Quantenmechanik. Diese Textteile formen zusammen mit Geräuschen und Musikfragmenten eine klangsprachliche Collage. Der eigentliche Inhalt oder Gegenstand dieser Sprach-Geräusch-Collage ist eine Art Auseinandersetzung oder das Sich-aneinander-Reiben von zwei antagonistischen Vorstellungen bzw. Behauptungen von „Wirklichkeit“.

„Wer kann die Welt noch als Ganzes fassen? Ist es nicht so, dass sie zunehmend in auseinander driftende bloße Funktionen zerfällt? Dieser Auflösung der einheitlichen Weltwahrnehmung folgt die Auflösung der Identitätskriterien und dem wiederum die des personalen Selbst’ – wir entwickeln ein ‚multiples Ich‘. So kann Wirklichkeit vom Individuum nur noch als temporäre Schnittstelle irgendwelcher ineinander fallender Ereignisse wahrgenommen werden, als scheinbar zufällige Kongruenz von beliebigen Subjekten mit beliebigen Objekten.“

Anstelle einer durchgehenden Handlung besteht das Werk aus Szenen, Dialogen und Monologen, die inhaltlich, charakterlich sehr unterschiedlich sind. Sie sind teils aufeinander bezogen, teils stehen sie zusammenhanglos nebeneinander. Dabei wechseln verständliche und rationale Textteile mit abstrakten, surrealen oder dadaistischen Passagen. Die Schilderung von banalen Alltäglichkeiten wechselt mit völlig überspannten (pseudo-)intellektuellen Reflexionen.

Das Hörspiel setzt auf die individuelle Assoziationsfähigkeit und Fantasie des Hörers und versucht, darüber ein Spiel mit verschiedenen Perspektiven auf das Gehörte und damit auch unterschiedliche Wertungen in Gang zu setzen.

## Form
Die Form des Werkes besteht aus einem Prolog, einem Epilog und 8 ineinander übergehenden sogenannten „Algorithmen“. Mit Algorithmus bezeichnet der Autor eine Gestaltungsmethode, die „[…] auf Elemente mit gemeinsamen Merkmalen angewendet […] wird“ (Heiner Grenzland). Prolog und Epilog bilden eine Ausnahme, weil sie im Gegenteil dazu vollkommen frei angelegt sind. Im Idealfall können sie bei jeder Ausstrahlung des Werkes neu (und live) improvisiert werden.
Die Teile:
- Prolog | Solo: „Entstirnt — Das Wort gibt’s doch gar nicht!“

1. Algorithmus 1 | Präludium: „Kongruenz und Koinzidenz von … von …“
2. Algorithmus 2 | Gemeinschaft Er und Sie: „Genuss pur.“
3. Algorithmus 3 | Herrenrunde: „Die tropische Frucht.“
4. Algorithmus 4 | Mutter und Kind: „Ja guck mal da, das ist die böse, böse Entfremdung …“
5. Algorithmus 5 | Reminiszenz: „Cabaret Realität.“
6. Algorithmus 6 | Gemeinschaft Café: „Das Bild, das namenlose Glück.“
7. Algorithmus 7 | Bandwurm: „Gestatten, mein Name und so weiter.“
8. Algorithmus 8 | Postludium: „Der bisherige Mensch ist zu Ende. Kaputt.“

- Epilog | Tutti: „Soll er doch alleine ‚blau‘ sprechen!“

## Rezeption (Auswahl)
„Heiner Grenzland spielt in ‚trunken zerebral’ auf ein gegenwärtiges Bewusstsein an, das begonnen hat, seine Wirklichkeit aufgrund der medienverzerrten Verstellung einer Sicht auf die Welt als beliebig aufzufassen […]“ bemerkt Andres Hagelüken im SFB. Eine Folge davon, so Hagelüken, sei beispielsweise die Selbstverstümmelung bei Jugendlichen. Wo Identität nicht mehr von alleine gespürt werde – was eine der Folgen aus dem Verlust des personalen Selbst sei – da müssten äußerliche Maßnahmen das verlorene Selbstverständnis ersetzten. Heiner Grenzland suche in seinem Hörstück, diesen aktuellen Ausdruck unserer Zeit in einem ‚Spiel mit sich bekämpfenden Realitäten‘ abzubilden.

Im Programmheft von Radio Bremen wird hervorgehoben, dass 'trunken zerebral' vor allem ein selbstreferenzielles akustisches Spiel mit Worten, Klängen und Geräuschen ist, wobei auf einer assoziativen Ebene auch auf außerkünstlerische Themen verwiesen werde. Im Kern gehe es um einen permanenten Perspektiv- und Bedeutungswechsel, der durch die unterschiedlich gestalteten klangsprachlichen Gebilde erzeugt werde. So stehe ‚[…] das Banale neben dem Hochtrabenden, das Unsinnige neben dem Idealen und forme eine kontrastreiche Szenenfolge, die zu einem Apotheose führt und sich zugleich im Spiel der freien künstlerischen Fantasie auflöst‘.“